# آیدان نیوهاوس
آیدان نیوهاوس (انگلیسی: Aidan Newhouse؛ زادهٔ ۲۳ مهٔ ۱۹۷۲) بازیکن فوتبال اهل بریتانیا است.
از باشگاه‌هایی که در آن بازی کرده‌است می‌توان به باشگاه فوتبال پورتسموث، باشگاه فوتبال ترانمره راورز، باشگاه فوتبال فولام، باشگاه فوتبال برایتون اند هوو آلبیون، باشگاه فوتبال تورکی یونایتد، باشگاه فوتبال سوانزی سیتی، باشگاه فوتبال ساتون یونایتد، باشگاه فوتبال ویمبلدون، باشگاه فوتبال نورتویچ ویکتوریا، و باشگاه فوتبال پورت ویل اشاره کرد.
وی همچنین در تیم‌های ملی فوتبال بازی کرده‌است.